# Eduardo dos Reis Carvalho
Eduardo dos Reis Carvalho, noto semplicemente come Eduardo (Mirandela, 19 settembre 1982), è un allenatore di calcio ed ex calciatore portoghese, di ruolo portiere, preparatore dei portieri del Braga. Con la nazionale portoghese si è laureato campione d'Europa nel 2016.
È piazzato al dodicesimo posto nella classifica 2010 dei migliori portieri del mondo "Portiere dell'anno" dall'IFFHS, organismo che si occupa delle statistiche riguardanti la storia del calcio.

## Caratteristiche tecniche
Pur non essendo perfetto stilisticamente, è un portiere reattivo dotato di discreti riflessi. Si distingue anche per la capacità di neutralizzare i tiri dal dischetto.
Dopo l'ascesa raggiunta ai Mondiali 2010, subisce un calo netto che lo porta a commettere diversi errori, segnandone un lento declino.

## Carriera
Cresciuto nelle giovanili dello Sporting Braga, ha esordito in Primeira Liga nella stagione 2006-2007 con il Beira-Mar, con cui ha giocato in prestito per sei mesi.
Nella stagione successiva fu ceduto in prestito al Vitória Setúbal, rivelandosi decisivo nella conquista della Coppa di Lega portoghese contro lo Sporting Lisbona, a cui parò tre rigori.
Rientrato al Braga nella stagione 2008-2009, diventò il portiere titolare della squadra.
Dopo il Mondiale disputato con la sua Nazionale viene acquistato il 7 luglio e annunciato ufficialmente il 14 luglio 2010 dal Genoa, firmando un contratto da 1 milione di euro a stagione: i rossoblù lo schierano come titolare nella stagione 2010-11. Eduardo si è piazzato alla 12ª posizione nel ranking internazionale FIFA portieri 2010. Nonostante le sue prestazioni negative (7 errori) non viene messo fuori rosa dall'allora tecnico genoano Davide Ballardini, e riceve l'appoggio morale della tifoseria del Genoa.
Nel luglio 2011 passa in prestito con diritto di riscatto al Benfica.
Il 26 giugno 2012 firma un contratto di tre anni per l'Istanbul B.B., squadra della Süper Lig turca.
Il 7 luglio 2013 fa ritorno, sempre in prestito dal Genoa, allo Sporting Braga.
Il 27 giugno 2014 passa alla Dinamo Zagabria dopo essersi svincolato dal Genoa; con i croati firma un contratto triennale.
Il 25 agosto 2016 firma un contratto di un anno con il Chelsea. Non gioca nemmeno una partita e due anni dopo gioca una stagione in prestito al Vitesse prima di tornare allo Sporting Braga nel giugno 2019.

### Nazionale
Ha debuttato nella nazionale portoghese l'11 febbraio 2009 in un'amichevole contro la Finlandia (vinta per 1-0), giocando per i primi 60 minuti. Nelle successive quindici partite disputate con la nazionale rosso-verde ha subito soltanto 4 reti.
Ha difeso la porta del Portogallo durante il Mondiale 2010, giungendo fino agli ottavi di finale, persi per 1-0 contro la Spagna. Nella fase a gironi è stato, assieme a Fernando Muslera dell'Uruguay, l'unico portiere a non subire nemmeno un gol. La rete presa da Villa nella partita contro la Spagna (che successivamente diverrà campione del Mondo) è stata quindi l'unica subita dal portiere in tutto il Mondiale.
È stato convocato anche per l'Europeo 2012 giocato in Polonia ed Ucraina, nel quale però non è sceso in campo dato che il portiere titolare dei lusitani è stato Rui Patrício.
Nel 2014 il commissario tecnico Paulo Bento lo convoca per il Campionato mondiale di calcio assieme ai suoi pari-ruolo Rui Patrício e Beto, giocando solo gli ultimi cinque minuti di Portogallo-Ghana sostituendo proprio Beto, fermato da un infortunio. Il Portogallo terminerà la competizione subito dopo quella partita, classificandosi al terzo posto del girone G.
Viene convocato per gli Europei 2016 in Francia. Il 10 luglio, pur non essendo mai sceso in campo, si laurea campione d'Europa dopo la vittoria in finale sulla Francia padrona di casa per 1-0, ottenuta grazie al goal decisivo di Éder durante i tempi supplementari.

## Statistiche

### Presenze e reti nei club
Statistiche aggiornate al 24 agosto 2016.
| Stagione               | Squadra                | Campionato             | Campionato | Campionato | Coppe nazionali | Coppe nazionali | Coppe nazionali | Coppe continentali | Coppe continentali | Coppe continentali | Altre coppe | Altre coppe | Altre coppe | Totale | Totale |
| Stagione               | Squadra                | Comp                   | Pres       | Reti       | Comp            | Pres            | Reti            | Comp               | Pres               | Reti               | Comp        | Pres        | Reti        | Pres   | Reti   |
| ---------------------- | ---------------------- | ---------------------- | ---------- | ---------- | --------------- | --------------- | --------------- | ------------------ | ------------------ | ------------------ | ----------- | ----------- | ----------- | ------ | ------ |
| 2000-2001              | Braga B                | SL                     | 2          | -5         | -               | -               | -               | -                  | -                  | -                  | -           | -           | -           | 2      | -5     |
| 2001-2002              | Braga B                | SL                     | 14         | -17        | -               | -               | -               | -                  | -                  | -                  | -           | -           | -           | 14     | -17    |
| 2002-2003              | Braga B                | SL                     | 13         | -14        | -               | -               | -               | -                  | -                  | -                  | -           | -           | -           | 13     | -14    |
| 2003-2004              | Braga B                | SL                     | 34         | -45        | -               | -               | -               | -                  | -                  | -                  | -           | -           | -           | 34     | -45    |
| 2004-2005              | Braga B                | SL                     | 28         | -38        | -               | -               | -               | -                  | -                  | -                  | -           | -           | -           | 28     | -38    |
| 2005-2006              | Braga B                | SL                     | 19         | -9         | -               | -               | -               | -                  | -                  | -                  | -           | -           | -           | 19     | -9     |
| Totale Braga B         | Totale Braga B         | Totale Braga B         | 110        | -128       |                 | -               | -               |                    | -                  | -                  |             | -           | -           | 110    | -128   |
| 2006-gen. 2007         | Braga                  | PL                     | 0          | 0          | CP              | 0               | 0               | CU                 | 0                  | 0                  | -           | -           | -           | 0      | 0      |
| gen.-giu. 2007         | Beira-Mar              | PL                     | 15         | -22        | CP              | 5               | -4              | -                  | -                  | -                  | -           | -           | -           | 20     | -26    |
| 2007-2008              | Vitória Setúbal        | PL                     | 30         | -33        | CP+CdL          | 5+8             | -5 + -3         | -                  | -                  | -                  | -           | -           | -           | 43     | -41    |
| 2008-2009              | Braga                  | PL                     | 30         | -21        | CP+CdL          | 2+1             | -1 + 0          | Int+CU             | 2+12               | 0 + -7             | -           | -           | -           | 47     | -29    |
| 2009-2010              | Braga                  | PL                     | 30         | -20        | CP+CdL          | 2+0             | -1 + 0          | UEL                | 2                  | -4                 | -           | -           | -           | 34     | -25    |
| 2010-2011              | Genoa                  | A                      | 37         | -45        | CI              | 0               | 0               | -                  | -                  | -                  | -           | -           | -           | 37     | -45    |
| 2011-2012              | Benfica                | PL                     | 1          | -1         | CP+CdL          | 3+5             | -2 + -4         | UCL                | 0                  | 0                  | -           | -           | -           | 9      | -7     |
| 2012-2013              | İstanbul B.B.          | SL                     | 33         | -46        | TK              | 0               | 0               | -                  | -                  | -                  | -           | -           | -           | 33     | -46    |
| 2013-2014              | Braga                  | PL                     | 29         | -35        | CP+CdL          | 5+2             | -4 + -3         | UEL                | 2                  | -2                 | -           | -           | -           | 38     | -44    |
| Totale Braga           | Totale Braga           | Totale Braga           | 89         | -76        |                 | 12              | -9              |                    | 18                 | -13                |             | -           | -           | 119    | -98    |
| 2014-2015              | Dinamo Zagabria        | 1.HNL                  | 34         | -21        | CC              | 0               | 0               | UCL+UEL            | 4+8                | -2 + -17           | SC          | 1           | -2          | 47     | -42    |
| 2015-2016              | Dinamo Zagabria        | 1.HNL                  | 32         | -16        | CC              | 0               | 0               | UCL                | 12                 | -21                | -           | -           | -           | 44     | -37    |
| ago. 2016              | Dinamo Zagabria        | 1.HNL                  | 4          | -2         | CC              | 0               | 0               | UCL                | 4                  | -2                 | -           | -           | -           | 8      | -4     |
| Totale Dinamo Zagabria | Totale Dinamo Zagabria | Totale Dinamo Zagabria | 70         | -39        |                 | 0               | 0               |                    | 28                 | -42                |             | 1           | -2          | 99     | -83    |
| ago. 2016-2017         | Chelsea                | PL                     | 0          | 0          | FACup+CdL       | 0+0             | 0 + 0           | -                  | -                  | -                  | -           | -           | -           | 0      | 0      |
| 2017-2018              | Chelsea                | PL                     | 0          | 0          | FACup+CdL       | 0+0             | 0 + 0           | UCL                | 0                  | 0                  | CS          | 0           | 0           | 0      | 0      |
| Totale Chelsea         | Totale Chelsea         | Totale Chelsea         | 0          | 0          |                 | 0               | 0               |                    | 0                  | 0                  |             | 0           | 0           | 0      | 0      |
| Totale carriera        | Totale carriera        | Totale carriera        | 385        | -390       |                 | 38              | -27             |                    | 46                 | -55                |             | 1           | -2          | 470    | -474   |

### Cronologia presenze e reti in nazionale
| Cronologia completa delle presenze e delle reti in nazionale ― Portogallo | Cronologia completa delle presenze e delle reti in nazionale ― Portogallo | Cronologia completa delle presenze e delle reti in nazionale ― Portogallo | Cronologia completa delle presenze e delle reti in nazionale ― Portogallo | Cronologia completa delle presenze e delle reti in nazionale ― Portogallo | Cronologia completa delle presenze e delle reti in nazionale ― Portogallo | Cronologia completa delle presenze e delle reti in nazionale ― Portogallo | Cronologia completa delle presenze e delle reti in nazionale ― Portogallo |
| Data                                                                      | Città                                                                     | In casa                                                                   | Risultato                                                                 | Ospiti                                                                    | Competizione                                                              | Reti                                                                      | Note                                                                      |
| ------------------------------------------------------------------------- | ------------------------------------------------------------------------- | ------------------------------------------------------------------------- | ------------------------------------------------------------------------- | ------------------------------------------------------------------------- | ------------------------------------------------------------------------- | ------------------------------------------------------------------------- | ------------------------------------------------------------------------- |
| 11-2-2009                                                                 | Faro                                                                      | Portogallo                                                                | 1 – 0                                                                     | Finlandia                                                                 | Amichevole                                                                | -                                                                         | 61’                                                                       |
| 28-3-2009                                                                 | Porto                                                                     | Portogallo                                                                | 0 – 0                                                                     | Svezia                                                                    | Qual. Mondiali 2010                                                       | -                                                                         |                                                                           |
| 31-3-2009                                                                 | Losanna                                                                   | Portogallo                                                                | 2 – 0                                                                     | Sudafrica                                                                 | Amichevole                                                                | -                                                                         |                                                                           |
| 6-6-2009                                                                  | Tirana                                                                    | Albania                                                                   | 1 – 2                                                                     | Portogallo                                                                | Qual. Mondiali 2010                                                       | -1                                                                        |                                                                           |
| 12-8-2009                                                                 | Vaduz                                                                     | Liechtenstein                                                             | 0 – 3                                                                     | Portogallo                                                                | Amichevole                                                                | -                                                                         | 62’                                                                       |
| 5-9-2009                                                                  | Copenaghen                                                                | Danimarca                                                                 | 1 – 1                                                                     | Portogallo                                                                | Qual. Mondiali 2010                                                       | -1                                                                        |                                                                           |
| 9-9-2009                                                                  | Budapest                                                                  | Ungheria                                                                  | 0 – 1                                                                     | Portogallo                                                                | Qual. Mondiali 2010                                                       | -                                                                         |                                                                           |
| 10-10-2009                                                                | Lisbona                                                                   | Portogallo                                                                | 3 – 0                                                                     | Ungheria                                                                  | Qual. Mondiali 2010                                                       | -                                                                         |                                                                           |
| 14-10-2009                                                                | Guimaraes                                                                 | Portogallo                                                                | 4 – 0                                                                     | Malta                                                                     | Qual. Mondiali 2010                                                       | -                                                                         |                                                                           |
| 14-11-2009                                                                | Lisbona                                                                   | Portogallo                                                                | 1 – 0                                                                     | Bosnia ed Erzegovina                                                      | Qual. Mondiali 2010                                                       | -                                                                         |                                                                           |
| 18-11-2009                                                                | Zenica                                                                    | Bosnia ed Erzegovina                                                      | 0 – 1                                                                     | Portogallo                                                                | Qual. Mondiali 2010                                                       | -                                                                         |                                                                           |
| 3-3-2010                                                                  | Coimbra                                                                   | Portogallo                                                                | 2 – 0                                                                     | Cina                                                                      | Amichevole                                                                | -                                                                         | 46’                                                                       |
| 24-5-2010                                                                 | Covilhã                                                                   | Portogallo                                                                | 0 – 0                                                                     | Capo Verde                                                                | Amichevole                                                                | -                                                                         |                                                                           |
| 1-6-2010                                                                  | Covilhã                                                                   | Portogallo                                                                | 3 – 1                                                                     | Camerun                                                                   | Amichevole                                                                | -1                                                                        |                                                                           |
| 8-6-2010                                                                  | Johannesburg                                                              | Portogallo                                                                | 3 – 0                                                                     | Mozambico                                                                 | Amichevole                                                                | -                                                                         |                                                                           |
| 15-6-2010                                                                 | Port Elizabeth                                                            | Costa d'Avorio                                                            | 0 – 0                                                                     | Portogallo                                                                | Mondiali 2010 - 1º turno                                                  | -                                                                         |                                                                           |
| 21-6-2010                                                                 | Città del Capo                                                            | Portogallo                                                                | 7 – 0                                                                     | Corea del Nord                                                            | Mondiali 2010 - 1º turno                                                  | -                                                                         |                                                                           |
| 25-6-2010                                                                 | Durban                                                                    | Portogallo                                                                | 0 – 0                                                                     | Brasile                                                                   | Mondiali 2010 - 1º turno                                                  | -                                                                         |                                                                           |
| 29-6-2010                                                                 | Città del Capo                                                            | Spagna                                                                    | 1 – 0                                                                     | Portogallo                                                                | Mondiali 2010 - Ottavi di finale                                          | -1                                                                        |                                                                           |
| 3-9-2010                                                                  | Guimarães                                                                 | Portogallo                                                                | 4 – 4                                                                     | Cipro                                                                     | Qual. Euro 2012                                                           | -4                                                                        |                                                                           |
| 7-9-2010                                                                  | Oslo                                                                      | Norvegia                                                                  | 1 – 0                                                                     | Portogallo                                                                | Qual. Euro 2012                                                           | -1                                                                        |                                                                           |
| 8-10-2010                                                                 | Porto                                                                     | Portogallo                                                                | 3 – 1                                                                     | Danimarca                                                                 | Qual. Euro 2012                                                           | -1                                                                        |                                                                           |
| 12-10-2010                                                                | Reykjavík                                                                 | Islanda                                                                   | 1 – 3                                                                     | Portogallo                                                                | Qual. Euro 2012                                                           | -1                                                                        | 17’                                                                       |
| 17-11-2010                                                                | Lisbona                                                                   | Portogallo                                                                | 4 – 0                                                                     | Spagna                                                                    | Amichevole                                                                | -                                                                         | 46’                                                                       |
| 9-2-2011                                                                  | Ginevra                                                                   | Argentina                                                                 | 2 – 1                                                                     | Portogallo                                                                | Amichevole                                                                | -1                                                                        | 46’                                                                       |
| 29-3-2011                                                                 | Aveiro                                                                    | Portogallo                                                                | 2 – 0                                                                     | Finlandia                                                                 | Amichevole                                                                | -                                                                         |                                                                           |
| 4-6-2011                                                                  | Lisbona                                                                   | Portogallo                                                                | 1 – 0                                                                     | Norvegia                                                                  | Qual. Euro 2012                                                           | -                                                                         |                                                                           |
| 2-6-2012                                                                  | Lisbona                                                                   | Portogallo                                                                | 1 – 3                                                                     | Turchia                                                                   | Amichevole                                                                | -1                                                                        | 71’                                                                       |
| 16-8-2012                                                                 | Faro                                                                      | Portogallo                                                                | 2 – 0                                                                     | Panama                                                                    | Amichevole                                                                | -                                                                         | 61’                                                                       |
| 6-2-2013                                                                  | Guimarães                                                                 | Portogallo                                                                | 2 – 3                                                                     | Ecuador                                                                   | Amichevole                                                                | -3                                                                        |                                                                           |
| 10-6-2013                                                                 | Ginevra                                                                   | Croazia                                                                   | 0 – 1                                                                     | Portogallo                                                                | Amichevole                                                                | -                                                                         |                                                                           |
| 5-3-2014                                                                  | Leiria                                                                    | Portogallo                                                                | 5 – 1                                                                     | Camerun                                                                   | Amichevole                                                                | -                                                                         | 46’                                                                       |
| 31-5-2014                                                                 | Oeiras                                                                    | Portogallo                                                                | 0 – 0                                                                     | Grecia                                                                    | Amichevole                                                                | -                                                                         | 46’                                                                       |
| 6-6-2014                                                                  | Foxborough                                                                | Messico                                                                   | 0 – 1                                                                     | Portogallo                                                                | Amichevole                                                                | -                                                                         |                                                                           |
| 26-6-2014                                                                 | Brasilia                                                                  | Portogallo                                                                | 2 – 1                                                                     | Ghana                                                                     | Mondiali 2014 - 1º turno                                                  | -                                                                         | 88’                                                                       |
| 1-9-2016                                                                  | Porto                                                                     | Portogallo                                                                | 5 – 0                                                                     | Gibilterra                                                                | Amichevole                                                                | -                                                                         |                                                                           |
| Totale                                                                    |                                                                           | Presenze                                                                  | 36                                                                        |                                                                           | Reti                                                                      | -16                                                                       |                                                                           |

## Palmarès

### Club

#### Competizioni nazionali
- Coppa di Lega portoghese: 2

Vitória Setúbal: 2007-2008
Benfica: 2011-2012
- Campionato croato: 2

Dinamo Zagabria: 2014-2015, 2015-2016
- Coppa di Croazia: 2

Dinamo Zagabria: 2014-2015, 2015-2016
- Campionato inglese: 1

Chelsea: 2016-2017
- Coppa d'Inghilterra: 1

Chelsea: 2017-2018

#### Competizioni internazionali
- Coppa Intertoto UEFA: 1

Braga: 2008

### Nazionale
- Campionato d'Europa: 1

Francia 2016